# Panagia (Micus)
Panagia is het twintigste studioalbum, dat Stephan Micus uitbracht via ECM Records. Dat eerde hem door dit album uit te brengen op zijn zestigste verjaardag.
De muziek van Micus werd daarbij steeds moeilijker te omschrijven. ECM Records is van huis uit een platenlabel binnen de moderne jazz, dat later aangevuld werd klassieke muziek van alle eeuwen, die juist sereen klinkt. Panagia is een album dat muziek bevat die van alle tijden is. Het is gemaakt in de 21e eeuw op teksten uit veelal de zevende. Micus combineerde heilige teksten uit Byzantium met muziekinstrumenten alle delen van de wereld. Daaronder bevond zich ook een voor hem speciaal ontworpen 14-snarige gitaar. Aangezien Micus alles zelf bespeelde en zong (track 3 is twintigstemmig!) duurt het relatief lang voordat een compleet album bij elkaar gespeeld is.
Motto van het album: "Throughout the World people have put their trust in a female goddess, in Greece she is called panagia (Παναγία)." Teksten zijn ontleend aan Theotokarion, Akolouthia tu akathistu hymnou en Prossonimia tis panagias, geselecteerd en bewerkt door Vassilis Chatzivassiliou. 

## Musici
- Stephan Micus – zang (1,3), Beijerse Citer (1,11), Tibetaanse bellen (1,10), Birmese tempelklokken (2, 10), Zanskari paardenklokken (2,10), dilruba (2), Chitrali citer (een soort luit) (4,8), sattar (snaarinstrument van Oeigoeren) (4), 14-snarige gitaar (7), ney (7), Chinese gongs.

## Muziek

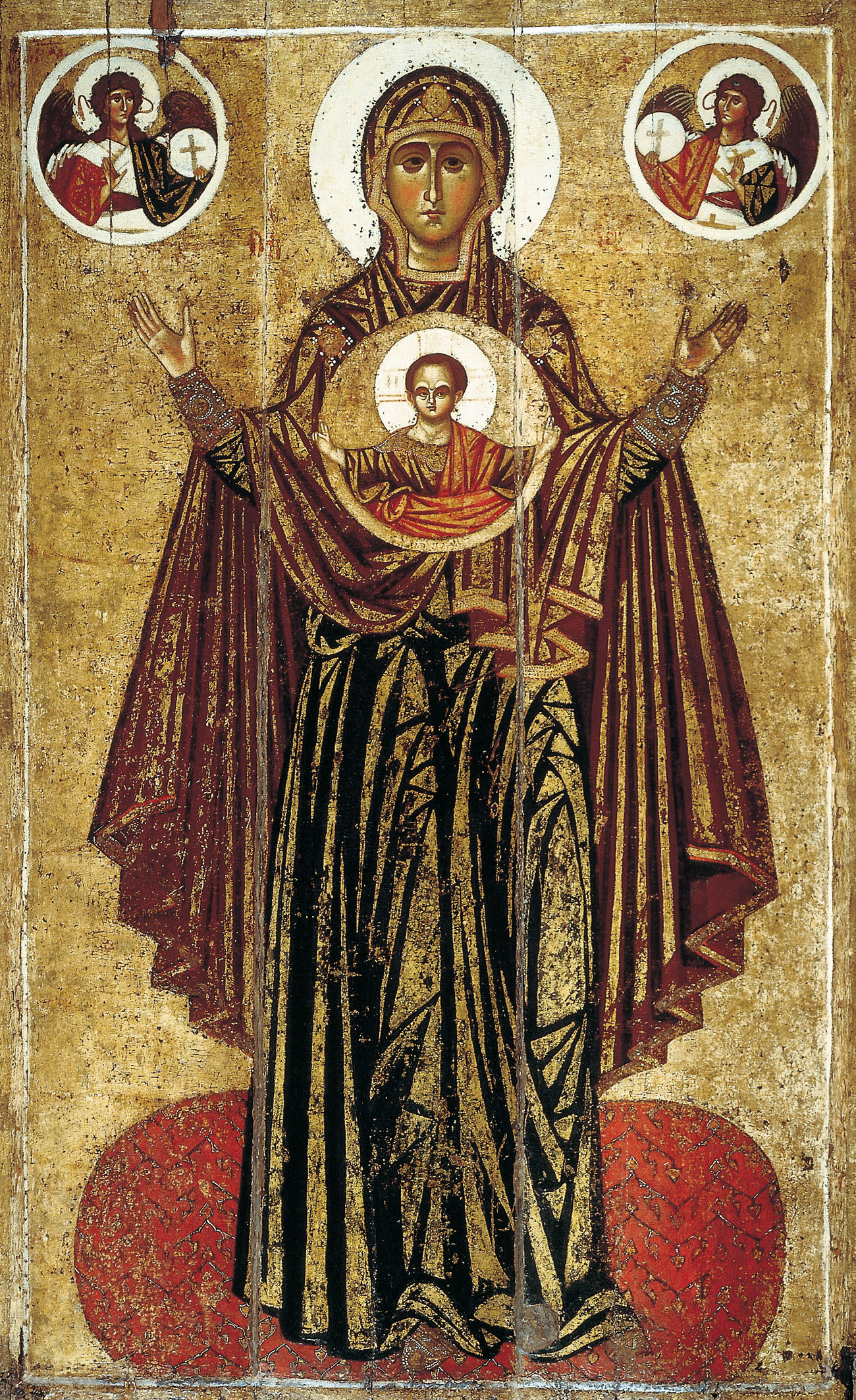
Icoon van Panagia

| Nr. | Titel                                | Duur |
| --- | ------------------------------------ | ---- |
| 1.  | I praise you, unfading rose          | 6:41 |
| 2.  | You are the treasure of life         | 5:03 |
| 3.  | I praise you, lady of passion        | 6:26 |
| 4.  | You are the life-giving rain         | 7;10 |
| 5.  | I praise you, sacred mother          | 5:08 |
| 6.  | You are like fragrant incense        | 3:04 |
| 7.  | I praise you, sweet-smelling cypress | 9:07 |
| 8.  | You are full of grace                | 6:22 |
| 9.  | I praise you, shelter of the world   | 5:25 |
| 10. | You are a shining spring             | 4:29 |
| 11. | I praise you, cloud of light         | 6:05 |